# Mystery Mine
Mystery Mine sont des montagnes russes assises de type Euro-Fighter, du parc Dollywood, situé à Pigeon Forge, dans le Tennessee, aux États-Unis.
L'attraction construite par Gerstlauer est décorée sur le thème d'une mine hantée du début des années 1900. Le parcours se fait en partie à l'intérieur du bâtiment. Mystery Mine fut le premier Euro-Fighter à être construit aux États-Unis et, à sa construction, les montagnes russes avec l'angle de chute le plus important d'Amérique du Nord.

## Galerie

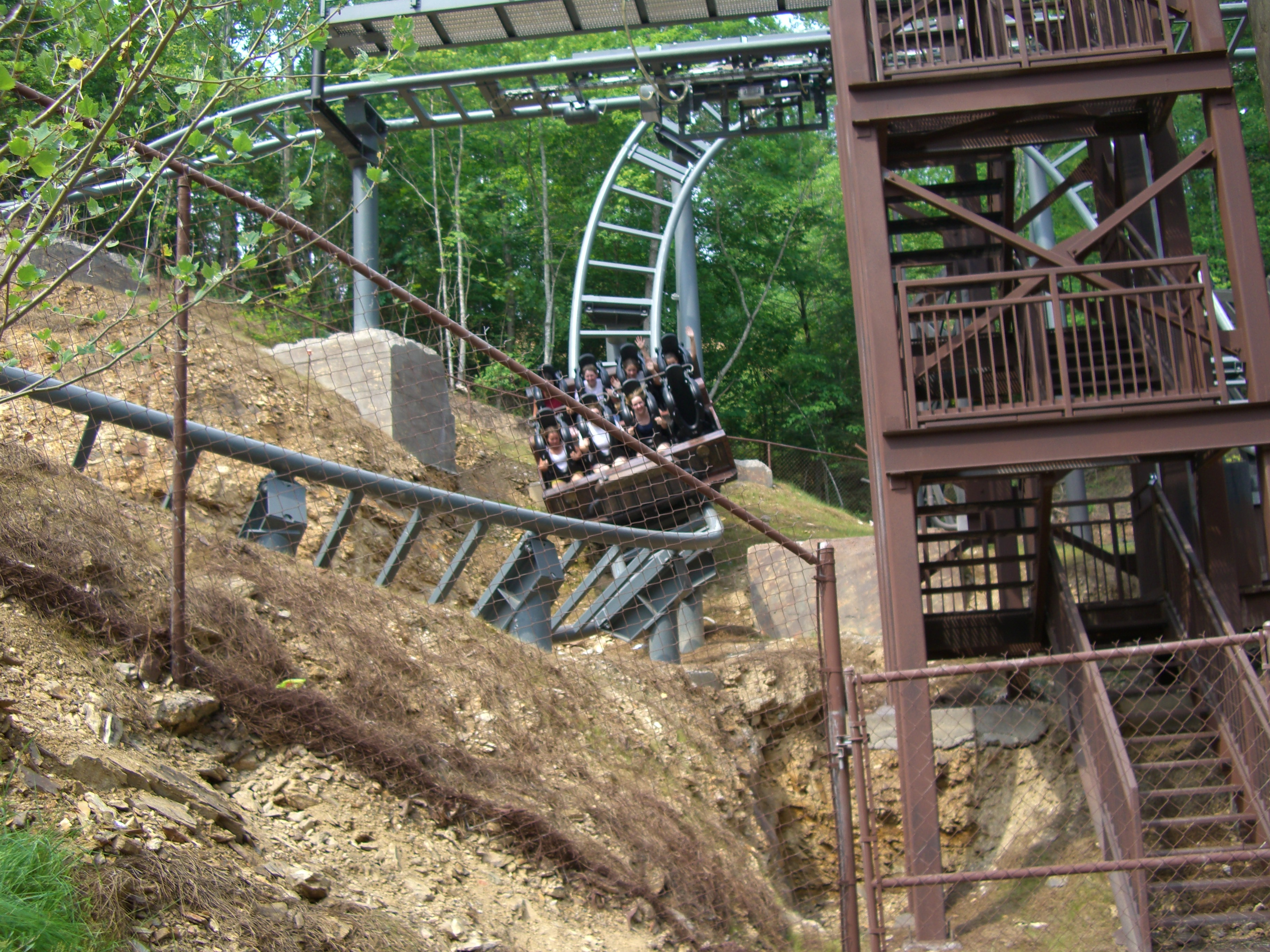
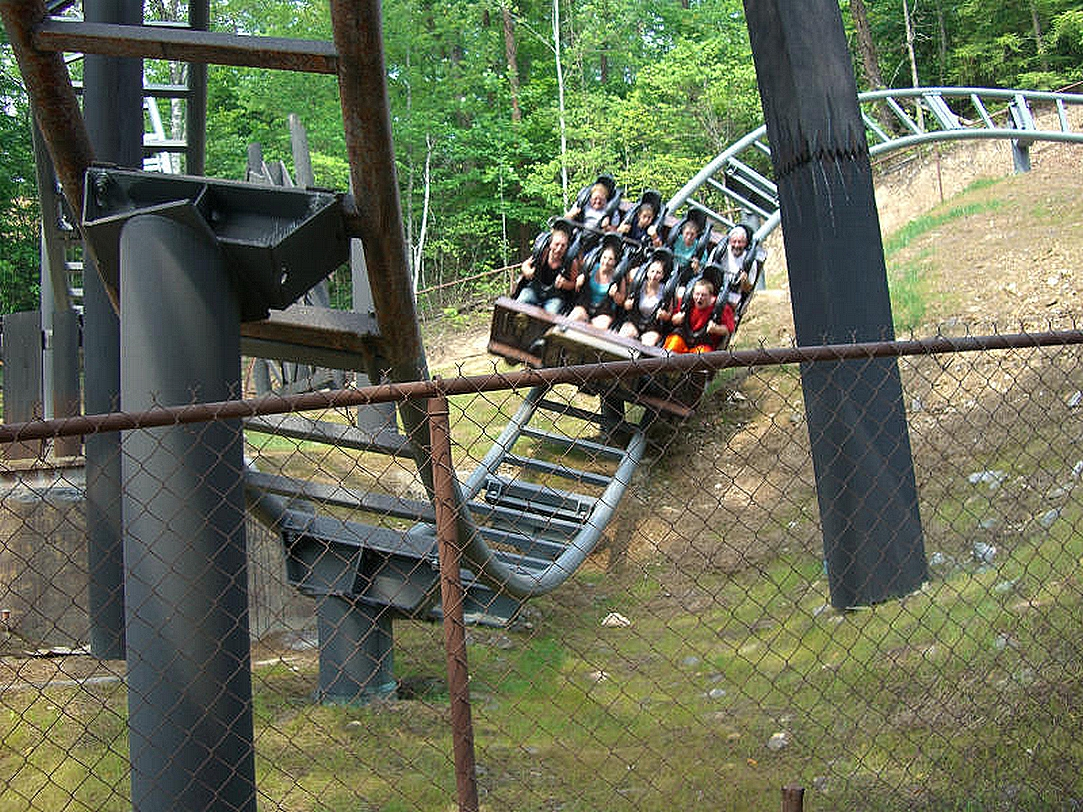

## Statistiques
- Trains : 7 wagons. Les passagers sont placés par quatre sur deux rangs pour un total de 8 passagers par train.
- Éléments : Heartline roll / Looping plongeant